# Henes
Henes is een bestuurslaag in het regentschap Belu van de provincie Oost-Nusa Tenggara, Indonesië. Henes telt 503 inwoners (volkstelling 2010).